# Torymus paraguayensis
Torymus paraguayensis är en stekelart som först beskrevs av Girault 1913.  Torymus paraguayensis ingår i släktet Torymus och familjen gallglanssteklar. Inga underarter finns listade i Catalogue of Life.